# 鄭豁
鄭 豁（てい かつ、生没年不詳）は、五胡十六国時代の後燕の人物。字は君明。本貫は滎陽郡開封県。玄祖父は鄭渾。高祖父は鄭崇。父は後趙の侍中の鄭略。

## 生涯
384年1月、慕容垂は燕王に即位、これに伴い文武諸官の編成が行われ、従事中郎に任じられた。
太常卿・太子少傅を歴任、済南公に封じられた。
これ以後の事績は、史書に記されていない。

## 家系

### 父
- 鄭略

### 兄弟
- 鄭翳
- 鄭淵
- 鄭静
- 鄭悦
- 鄭楚

### 子
- 鄭温 - 鄭羲の祖父